# Étienne Mourrut
Étienne Mourrut, né le 4 décembre 1939 au Grau-du-Roi (Gard) et mort le 19 octobre 2014 à Montpellier, est un homme politique français.
Membre du Rassemblement pour la République (RPR) puis de l'Union pour un mouvement populaire (UMP), il est député de la 2e circonscription du Gard de 2002 à 2012, et maire du Grau-du-Roi de 1983 à 2014.

## Biographie

### Famille
Du côté de son père, il est issu d'une famille de marins-pêcheurs graulens. Sa mère, elle, descend d'immigrés italiens,. Née en 1909 et morte en 2005, elle est marchande de bazar. Ses parents, « très catholiques », seront plus tard réticents face à l'engagement politique de leur fils.
Il a une sœur, Émilie, épouse Lauret, morte en 2018.
Il s'est marié à Michèle Jouffroy — rencontrée durant son service militaire à Saint-Raphaël, cf. infra — en 1962 et est père de deux, fils, Jean-Michel et Patrice,, nés respectivement en 1963 et 1967 et tous deux commerçants. Sa belle-fille est Pascale Bagagli, qui est candidate à l'élection régionale de 2010 en Languedoc-Roussillon, et aux élections municipales de 2014 au Grau-du-Roi, et son assistante parlementaire jusqu'en 2012. Elle deviendra en 2014, peu avant sa mort, la collaboratrice parlementaire de Vivette Lopez.
Il vivait dans le centre-ville du Grau-du-Roi, sur la rive gauche du canal.

### Jeunesse et éducation
Dans sa jeunesse, il est surnommé « bacalao », mot espagnol qui signifie « morue ». Il gardera ce surnom toute sa vie.
Il est élevé « dans le culte du souvenir, le respect de la nation ». Alors qu'il a 14 ans, le récit de la bataille de Diên Biên Phu, lu dans le Midi Libre, le marque. Il est aussi frappé par l'inaction et la corruption des hommes politiques de la IV République. Tout cela, dès lors, concourt à le rapprocher de la personnalité du général de Gaulle.

### Carrière professionnelle
Dans une région à gauche, il est en faveur de l'Algérie française.
Il effectue son service militaire dans la marine nationale de 1960 à 1962, où il est mobilisé à la base aéronavale de Saint-Raphaël. Il ne participe néanmoins à aucune opération de la guerre d'Algérie.
Il devient ensuite salarié aux Salins du Midi chargé de la maintenance, où il crée le syndicat FO.
Il se reconvertit comme commerçant en 1972 — il sera notamment débitant de tabac.

### Carrière politique

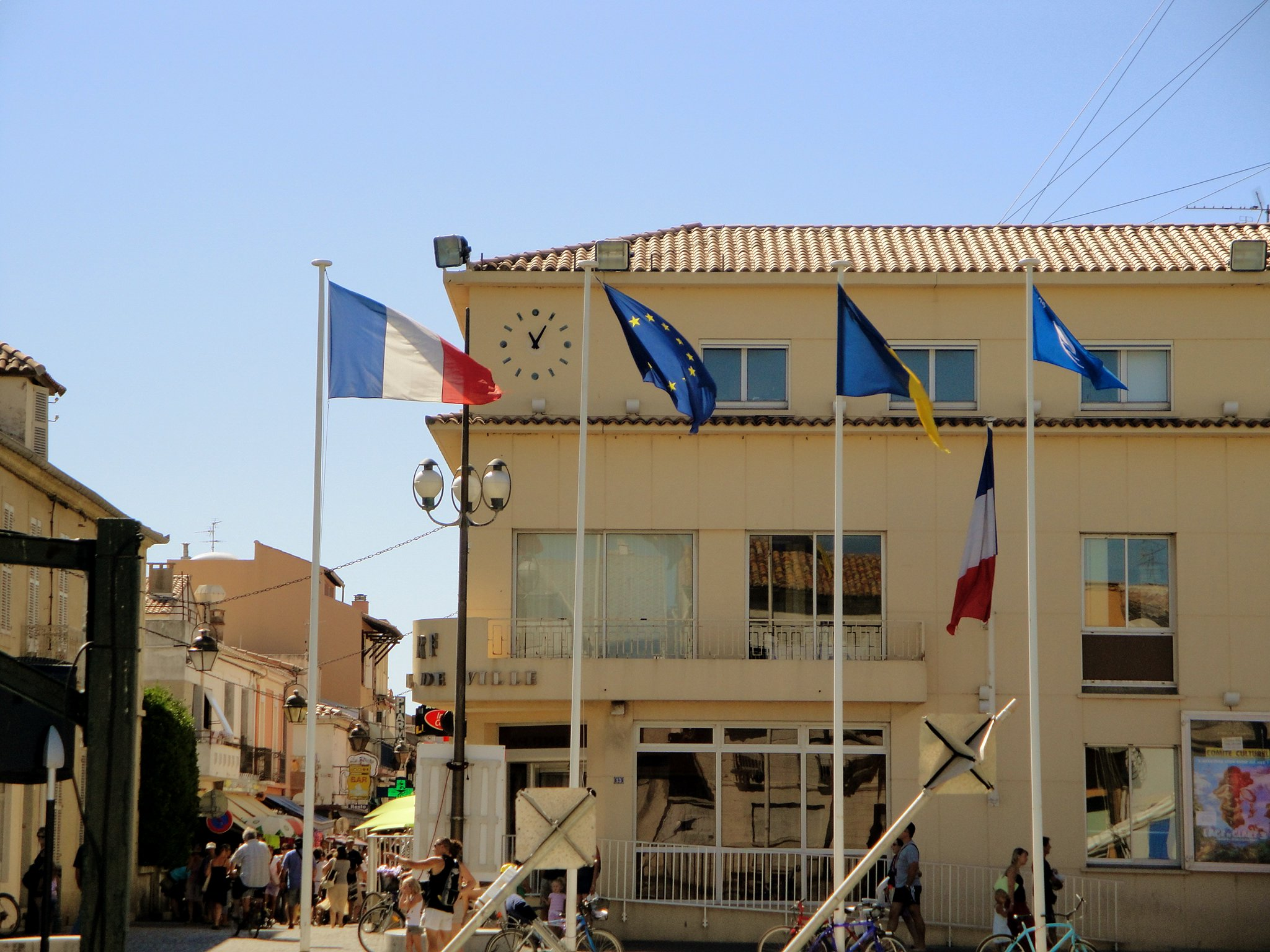
La mairie du Grau-du-Roi.

Notamment après avoir constaté le retard de développement du Grau-du-Roi par rapport aux communes varoises, Étienne Mourrut décide de s'engager en politique. En 1965, à 25 ans, il devient conseiller municipal du village dans l'équipe du socialiste Jean Bastide ; bien qu'en queue de liste, il est l'un des mieux élus. Il rêve alors « d'être adjoint ».
En désaccord avec le maire, il conduit une liste apolitique en 1971, mais est battu et n'obtient pas assez de voix pour siéger dans l'opposition municipale. Il anime ensuite le journal local Lou Fanal pendant six ans, pour s'opposer à la gestion du maire, assiste à toutes les séances du conseil municipal et travaille les dossiers. Il adhère au Rassemblement pour la République (RPR) en 1975. Il renouvelle sa candidature en 1977 et siège à nouveau au conseil municipal.
Il se présente aux élections cantonales de 1979 dans le canton d'Aigues-Mortes, face au conseiller général André Fabre et à Jean Bastide, mais est battu.

#### Maire du Grau-du-Roi

##### 1983-1990: premiers pas comme maire du Grau-du-Roi
Il est élu maire de la ville aux élections municipales de 1983. Il a été constamment réélu depuis.
Sa première action majeure est la piétonisation de la rue Rédarès en 1984, suivie par de nombreuses autres voies. Suivent de 1984 à 1986 les travaux d'aménagement du port, la construction des lotissements communaux Lou Fanal (1985), Les Magnolias (1988) et Salonique (1990), la création de la Maison des vins à l'Espiguette. En parallèle sont créés des aménagements, tels la crèche halte-garderie et le nouveau cimetière en 1988, le Palais des sports et de la culture en 1990, mais surtout le Palais de la mer avec le seaquarium en 1989.
Le 15 août 1984, il décide de municipaliser la gestion des arènes du Grau-du-Roi, qu'il confie à Philippe Cuillé.
Il est finalement élu au conseil général du Gard en 1985. Il cède son mandat en 2002 à son bras droit Léopold Rosso, à qui il est apparenté, afin de se conformer aux dispositions sur le cumul de mandat.
Il est conseiller régional de 1986 à 1992.
En 1987, il procède à la modification du plan d'occupation des sols (POS).
Réélu lors des élections municipales de 1989 face à Michel Picon, il choisit comme première adjointe Mireille Ardois, déjà adjointe sous la précédente mandature et future directrice générale de la SAGR.
En avril 1990, il organise un grand meeting pour l'anniversaire de sa réélection.

##### 1990-2000: des changements profonds
Durant les années 1990, Le Grau-du-Roi continue à se doter d'aménagements : le casino ouvre ses portes en 1993, le boulevard du Front de mer, rénové et élargi devient le boulevard du maréchal Juin. L'année 1996 voit la construction d'une station d'épuration et l'installation d'un centre de thalassothérapie à Port-Camargue. La ville acquiert la maison de retraite privée, la résidence Saint-Vincent, en 1999.
Candidat du RPR aux élections sénatoriales de septembre 1998, il est battu au second tour, arrivant en cinquième position, derrière Gilbert Baumet.
En 2002, il organise un référendum local sur l'achat par la commune de la villa Rédarès.

#### Député (2002-2012)

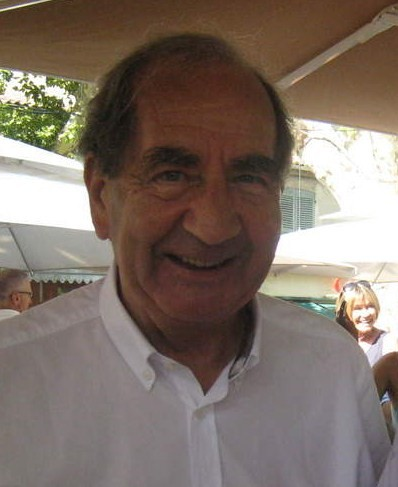
Étienne Mourrut aux journées de Génération France.fr, en 2010.

En mars 2001, le RPR lui accorde l’investiture départementale du parti en vue des élections législatives, pour la soumettre aux instances nationales. En revanche, la commission d'investiture nationale ne lui accorde l'investiture qu'au lendemain de l'élection présidentielle, ayant hésité entre lui et l'ancien député Jean-Marie André.

##### XIIelégislature
Il affronte notamment Jean-Marie André, ancien député de la circonscription et maire de Beaucaire (DVD), Florence Berthezène, poissonnière et conseillère municipale de Vauvert (FN), Jacqueline Bizet (LCR), Alain Fabre-Pujol, député sortant (PS) et Samuel Serre (UDF).
Il est élu député le 16 juin 2002, pour la XIIe législature, dans la 2e circonscription du Gard, dans le cadre d'une triangulaire l'opposant à Alain Fabre-Pujol (PS) et à Florence Berthezène.
Il est alors « impressionné, pas sûr d'être à la hauteur ». Il intègre le groupe UMP de la Commission de la défense nationale et des forces armées, sa suppléante pour la législature étant Joëlle Pellissier, adjointe au maire de Nîmes, conseillère générale du canton de Nîmes-2 et orthophoniste de profession.
En octobre 2002, dans une question écrite, il interpelle le ministre de l'Intérieur Nicolas Sarkozy sur « les conséquences désastreuses de l'installation par flux continu de nouveaux immigrés dans des communes et des quartiers dont la concentration de population d'origine étrangère atteint déjà jusqu'à 70 % ». Le 31 octobre 2014, dans une question écrite au gouvernement, il demande « un vrai débat sur l'émigration, sans tabou ni terrorisme intellectuel ».
Membre de Debout la République (DLR), courant « gaulliste et républicain » de l’UMP, il présente, le 9 juillet 2003, les clubs locaux du mouvement avec Jacques Baudot, Nicolas Dupont-Aignan, Patrick Labaune, Lionnel Luca et François-Xavier Villain.
Le 8 avril 2004, il cosigne la proposition de loi 1521 visant au rétablissement de la peine de mort pour les auteurs d'actes terroristes.
En 2005, il cosigne avec 128 autres députés la tribune de Jean-Paul Garraud et Claude Goasguen, « Act'Up, une provocation de trop », en réaction au simulacre de mariage organisé par cette association dans la cathédrale Notre-Dame de Paris.
En 2006, il fait partie de l'Entente parlementaire « pour la défense du droit fondamental de l’enfant d’être accueilli et de s’épanouir dans une famille composée d’un père et d’une mère ». Le 18 octobre de la même année, il est élu membre de la commission exécutive du club de Jean-Pierre Raffarin, Dialogue et initiative (DI).
En 2007, il présente, ou « parraine », la candidature de Nicolas Sarkozy à l'élection présidentielle.
Il crée la polémique en juin 2007, en refusant l'installation d'un dispositif de prévention contre le VIH de l'association AIDES sur la plage de l'Espiguette.
Durant son mandat, il pose près de 850 questions écrites : cela constitue sa méthode de travail comme député.

##### Élections législatives de 2007
Il est candidat à sa réélection sous l'étiquette UMP lors des élections législatives de 2007. Il installe sa permanence de campagne à Saint-Gilles et mobilise une quarantaine de militants. Il écume les marchés, notamment celui de Vauvert, en compagnie de Nicolas Lancrey et Maurice Ruedas. Il soutient également Christophe Ruas, candidat investi par l'UMP dans la 5e circonscription.
Au premier tour, il affronte notamment Robert Crauste, son opposant au Grau-du-Roi et médecin, (PS), Corinne Derian, actrice, qui a « longtemps fait partie des grands utopistes qui pensent que le théâtre peut changer le monde » (Les Verts), Cédric Durand, chef d'entreprise et adjoint au maire de Beaucaire (MPF), Martine Gayraud, infirmière et syndicaliste (PCF), Claude de Girardi, fonctionnaire, directrice de la mission locale d'insertion de Beaucaire (MoDem), Jean Miclot, professeur de l'enseignant technique à Avignon depuis 1983 et domicilié à Vers-Pont-du-Gard (FN) et Jeanine Servile, employée à la CPAM et militante politique depuis 1978 (MNR).
Alors que les commentateurs imaginaient une triangulaire, il est largement en tête au premier tour avec 48,06 % des voix et manque de peu l'élection au premier tour,, ; Midi Libre y voit « un effet Sarkozy [...] amplifié par la personnalité du sortant, particulièrement implanté dans le sud du département. » Étienne Mourrut a à ses côtés Hubert, son proche ami mosellan qui le rejoint à chaque élection depuis 1965.
Girardi ne donne pas de consigne de vote, quand Gayraud rallie Crauste et Durand « souhaite que la gauche soit battue » et « invite Étienne Mourrut à veiller à l'application des promesses entendues par les électeurs à la présidentielle ». Gilbert Baumet « se félicite » de son résultat. Le 14 juin, il débat avec Robert Crauste sur Télé Miroir. Il est réélu député, le 17 juin 2007, au second tour, avec 59,47 % des suffrages face à son adversaire.
Il est le premier député de la 2e circonscription du Gard réélu pour un second mandat depuis Jean Poudevigne.

##### XIIIelégislature
Bénédicte Lapierre, conseillère municipale de Saint-Gilles et déléguée pharmaceutique, est sa suppléante pour la législature.
Il vote en faveur de la loi constitutionnelle du 23 juillet 2008 présentée lors du congrès du Parlement.
Le 16 janvier 2010, il déplore que le « pôle requins » du Seaquarium du Grau-du-Roi n'ait pas bénéficié de subvention du conseil régional du Languedoc-Roussillon, contrairement à l'aquarium Mare Nostrum de Montpellier. Il dit constater une « attitude navrante et sectaire ». Le 19 janvier 2010, Georges Frêche publie un communiqué où il affirme : « Le seaquarium n’a jamais fait de demande de subvention. Moi, je subventionne tout le monde, et pas en fonction de la couleur politique [...] ». Étienne Mourrut réplique en rendant public un courrier dans lequel est formulé une demande de subvention.
Le 23 septembre 2010, il participe aux journées parlementaires de l'UMP, au cours desquelles il déclare qu'il veut voir « toute l'équipe ressoud[ée] », qu'« il faut faire abstraction des sujets d'actualité » et qu'« il faut qu'on regarde vers l'avenir ».
En mai 2010, interrogé par Télé Miroir au sujet de la réforme des retraites, il affirme qu'« on ne peut pas faire une révolution ».
Le 19 février 2011, Étienne Mourrut cosigne l'appel du député Dominique Souchet (MPF), « La France doit porter la voix des chrétiens d’Orient ».
Lors de la grève des marins-pêcheurs en mars 2011, il joue le rôle d'interlocuteur privilégié du ministère de l'Agriculture et de la Pêche. Le 12 du même mois, il organise au Grau-du-Roi une « mobilisation pour la défense des traditions camarguaises ».

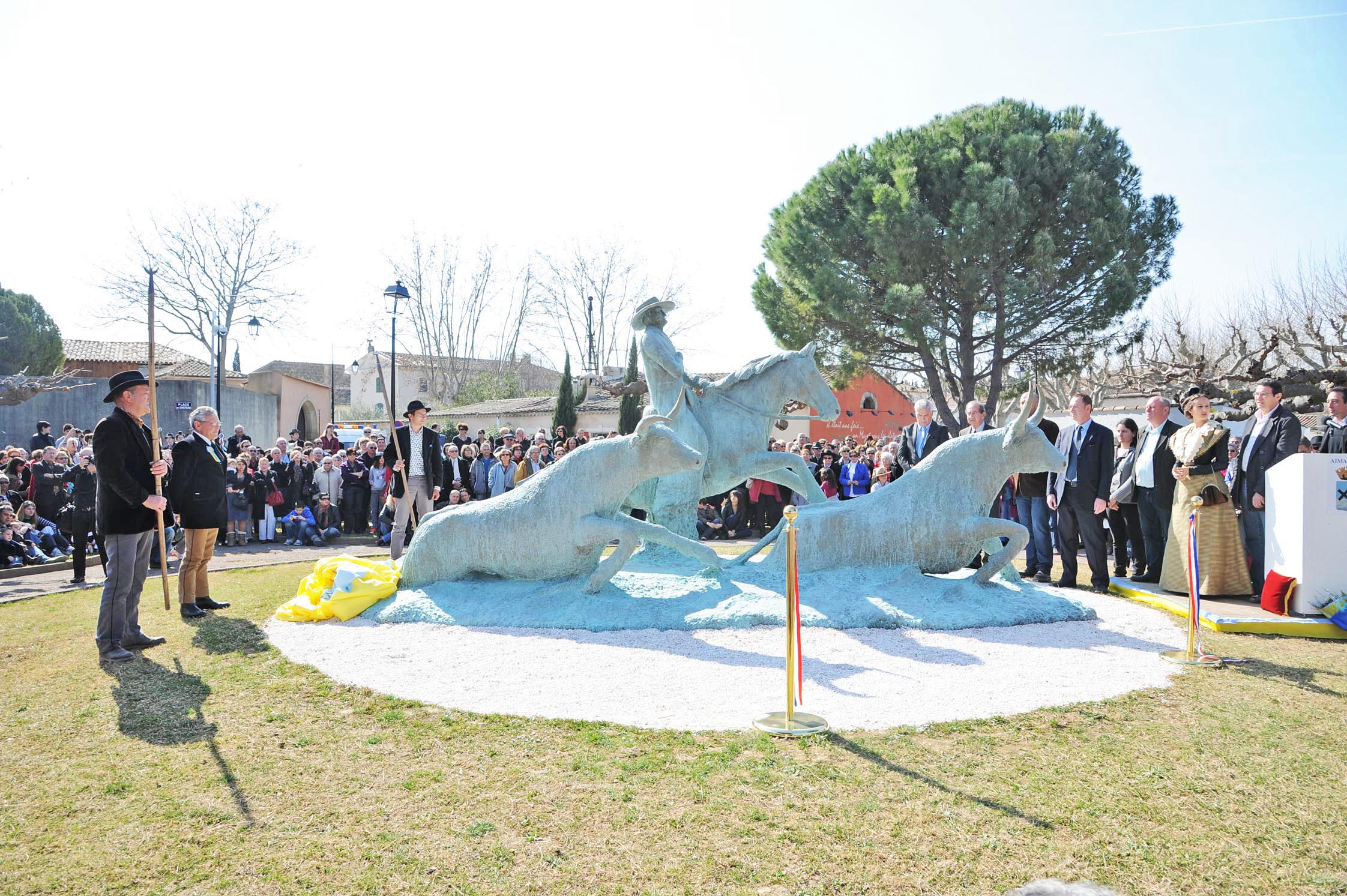
Étienne Mourrut aux côtés du sénateur Simon Sutour lors de l'hommage à Fanfonne Guillierme le 4 mars 2012 à Aimargues.

Le 11 mai 2011, Étienne Mourrut est à l'origine de la proposition de loi 3427 relative à la responsabilité pénale des élus locaux en matière de manifestations sportives ou culturelles, visant à ne condamner l'élu responsable qu'en cas de violation manifestement délibérée d'une obligation de prudence ou de sécurité.
Le 13 juillet 2011, accompagné du maire d'Aimargues Jean-Paul Franc et du président de l'association Aimargues prévention protection des inondations (APPI) Bernard Jullien, il rencontre la ministre de l'Écologie Nathalie Kosciusko-Morizet, au sujet de la protection contre les crues du Vidourle.
En septembre 2011, il prend position en faveur d'une meilleure lisibilité des produits à bases de viandes mis sur le marché, par le biais d'une question écrite,.
Il est le coauteur, avec le député PS du Finistère Gilbert Le Bris, d'un rapport d'information sur le dialogue social dans les armées, dont ils rendent les conclusions en décembre 2011.

#### Élections législatives de 2012
Il s'engage activement dans la campagne présidentielle de 2012, notamment en participant à plusieurs meetings de Nicolas Sarkozy.
Après avoir reçu l'investiture de l'UMP le 18 janvier 2012, il officialise sa candidature à un troisième mandat le 11 mars 2012 au Grau-du-Roi. Sa suppléante est Éline Enriquez-Bouzanquet, membre du Nouveau Centre, qui se qualifie elle-même de « pur produit Lachaud », et conseillère municipale de Nîmes, qui vit à Saint-Dionisy dans le canton de Sommières. Le slogan de sa campagne est « ReGard vers l'avenir ». Un site (etiennemourrut2012.com) et plusieurs profils sociaux (Facebook, Twitter) sont lancés à cette occasion. Il organise des réunions publiques dans chaque commune de la circonscription. Il est investi par l'UMP et sa candidature reçoit le soutien du Nouveau Centre et de CPNT.
Les 7 et 8 juin 2012, un sondage d'opinion de l'IFOP le donne à jeu égal avec Katy Guyot et Gilbert Collard, qui sont crédités de 29,5 %. Au second tour, il serait troisième de la triangulaire, en totalisant 31 %. Il se dit « pas inquiet ».
Au premier tour, il arrive en troisième position avec 23,89 % des suffrages exprimés derrière Gilbert Collard soutenu par le Front national (34,57 %) et la socialiste Katy Guyot (32,87 %) et devant la candidate FG Danielle Floutier. Bien que qualifié pour le second tour, il hésite alors à se maintenir, et Gilbert Collard l'appelle à le rejoindre, soulignant qu'il a « défendu à plusieurs reprises les mêmes idées ». Martine Aubry lui demande de soutenir Katy Guyot,.
Il annonce finalement, le 12 juin 2012, qu'il participera au second tour, afin de « porter haut et dignement les valeurs de la droite et du centre ». Selon Stéphan Rossignol, il s'agit de ne « pas abandonner ses militants et ses électeurs » ; pour un cadre du FN, Mourrut aurait été dissuadé de se désister « sous la pression départementale et nationale de l'UMP ». Marine Le Pen se demande si « Étienne Mourrut est véritablement compatible avec [ses] idées ».
Peu après, lors d'une conversation téléphonique, la députée UMP Nadine Morano explique à l'humoriste Gérald Dahan, qui se fait passer pour le vice-président du FN Louis Aliot, qu'Étienne Mourrut s'est maintenu « parce que François Fillon lui a demandé de le faire ».
Entre les deux tours, le 13 juin 2012 vers 23 heures, Éline Enriquez-Bouzanquet est agressée et rouée de coups à son domicile de Saint-Dionisy, puis hospitalisée. Étienne Mourrut déclare que « ceux qui ont fait ça sont des salopards ». Elle reçoit de nombreux messages de soutiens.
Il n'obtient finalement au second tour que 15,63 % des voix contre 41,56 % pour Katy Guyot et 42,82 % pour Gilbert Collard pour le RBM.

#### Après 2012
Il soutient la candidature de Jean-François Copé pour la présidence de l'UMP lors du congrès d'automne 2012. Celui-ci l’emporte au niveau national, le 18 novembre, et les militants UMP du Gard le préfèrent également (63,3 %) à François Fillon (36,7 %).
Le 7 novembre 2012, il affirme dans Midi libre qu'il est opposé au mariage homosexuel et qu'il ne célèbrera pas d'unions de ce type, arguant que « tout est une question de mode » et que cette position est basée sur « une conviction intimement personnelle et une éducation chrétienne ». Il participe à la « manif pour tous » le 13 janvier 2013.
Le 7 avril 2013, il accueille pour la sixième fois dans sa commune le congrès départemental de la FNACA, et prononce à cette occasion une allocution
À la mi-juin 2013, il déploie à la mairie du Grau, en présence de Françoise Larribe, une banderole de soutien aux otages détenus par AQMI au Niger. Celle-ci est retirée par les services municipaux le lendemain de l'annonce de leur libération, le 30 octobre 2013.
Le 28 juin 2013, il annonce qu'il ne se représentera pas aux élections municipales de 2014, affirmant son soutien à la liste conduite par Léopold Rosso. Interviewé dans le Midi libre du 13 août 2013 par Domynique Azema, il déclare « [La décision de renoncer à me présenter], j'y pensais... Et puis je l'ai prise, une nuit... Pour tout vous dire, j'ai pleuré. Une page se tournait. Je sanglotais en silence, mais l'intérêt de la commune est d'avoir une nouvelle équipe. [...] J'aurai vécu une vie publique extraordinaire. »
Il présente ses vœux à la population graulenne pour la dernière fois le 17 janvier 2014. À cette occasion, il parle de son amour pour sa ville, du bilan de ses 31 années de mandat, puis défend le choix, contesté, de la construction d'une nouvelle mairie. À la fin de son discours, submergé par l'émotion, il fond en larmes, avant d'être ovationné par le public Il se voit ensuite remettre une médaille souvenir par son conseiller municipal et ami Enry Bernard.
Il préside son dernier conseil municipal en tant que maire du Grau-du-Roi le 23 janvier 2014, avec à l'ordre du jour le vote du budget primitif pour 2014. Les élus de l'opposition, emmenés par Robert Crauste et dénonçant l'endettement présenté comme un « goulot d'étranglement », votent contre. À la fin de la séance, ce dernier rend tout de même un hommage appuyé au maire sortant, affirmant « [respecter] l'homme [...] et le parcours ». Étienne Mourrut, lui, dit avoir « été très fier d'être à la tête de cette assemblée. ».

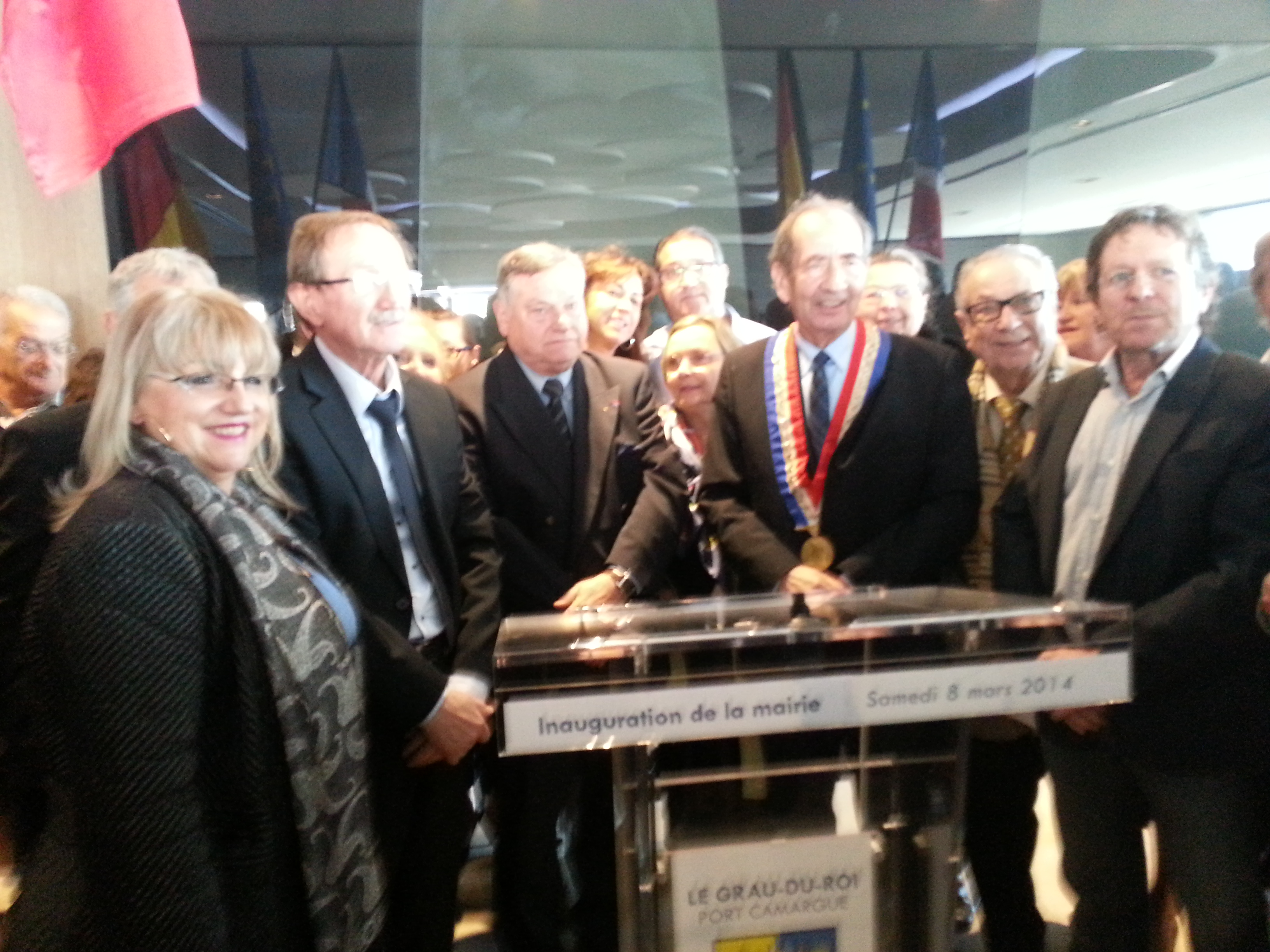
Étienne Mourrut entouré de son conseil municipal, le 8 mars 2014.

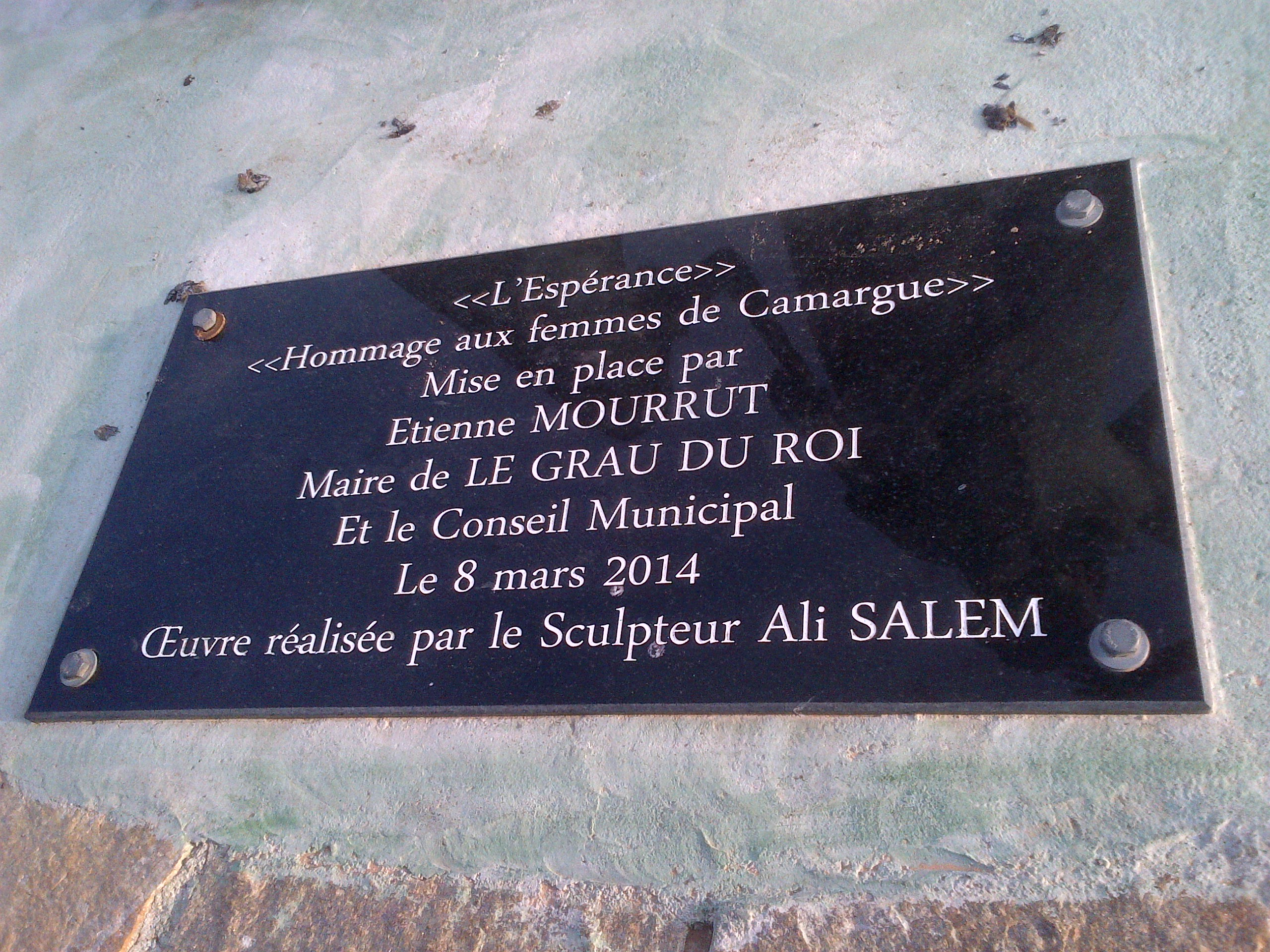
Plaque descriptive de l'œuvre inaugurée par Étienne Mourrut et son conseil municipal.

Le 8 mars 2014, en présence de la présidente de l'association des maires du Gard Pilar Chaleyssin, des maires d'Aigues-Mortes, Saint-Laurent-d'Aigouze, Mus et de la ville jumelle de Dossenheim Hanz Loren, il inaugure le nouvel hôtel de ville, signé Antoine Garcia Diaz et situé sur le front de mer à la place de l'ancienne villa Rédarès. Il dévoile également une Marianne signée de l'artiste Ali Salem,.
Au premier tour des élections municipales de 2014, la liste de Léopold Rosso, Le Grau-du-Roi naturellement, à laquelle il a apporté son soutien, arrive en tête devant Hisser haut de Robert Crauste. Mais ce dernier est finalement élu avec 16 voix d'avance, dans le cadre d'une quadrangulaire avec Bernard Luciani et Yvette Flaugère, les deux autres candidats.
Le conseil municipal d'installation de la nouvelle équipe a lieu le 4 avril 2014. Robert Crauste est élu maire par 21 voix, le groupe de Léopold Rosso choisissant de voter nul, et Patricia Hecker et Yvette Flaugère de ne pas participer au vote. Étienne Mourrut remet alors l'écharpe de maire à son successeur, avant de regagner le public et suivre la suite des débats en tant que simple citoyen,.

### Retrait de la vie publique et mort
Le 25 avril 2014, à l'occasion des commémorations pour les huit cents ans de la naissance de Saint Louis, il rencontre Louis de Bourbon — accompagné de son épouse Marie-Marguerite —, qu'il retrouve après l'avoir accueilli une première fois en 1992.
Le 7 juin 2014, pour sa dernière sortie publique, il assiste, avec son ami l'abbé Paul Anvesio, à la plantation d'un olivier sur le parvis de la mairie du Grau-du-Roi, commémorant le 30e anniversaire du jumelage avec Dossenheim.
Il meurt le 19 octobre 2014 à l'institut régional du Cancer de Montpellier des suites d'une maladie dont il souffre depuis trois ans. Il reçoit l'hommage de plusieurs personnalités publiques, parmi lesquelles son successeur Robert Crauste, qui loue « son attitude au cours du conseil municipal de passation [qui] a été la marque d'un grand républicain » et décide de faire mettre les drapeaux de la mairie du Grau-du-Roi en berne. Franck Proust salue le fait qu'il « a su faire du Grau-du-Roi une ville incontournable », Jean Denat son engagement consacré « à promouvoir l’identité de son territoire, à accompagner son développement et à défendre ses idées » et Jean-Paul Fournier « un homme intègre, attaché à ses valeurs gaullistes ». Damien Alary, enfin, regrette « un ardent défenseur de la spécificité méditerranéenne ».
Ses obsèques religieuses, célébrées par le curé Pierre Lombard, ont lieu le 21 octobre 2014 en l'église Saint-Pierre du Grau-du-Roi, en présence de Laurent Burgoa, Roland Chassain, Gilbert Collard, Robert Crauste, Jean Denat, Jean-Paul Fournier, Jean-Paul Franc, Vivette Lopez, Pierre Mauméjean, Laurent Pélissier, Eddy Valadier et d'une délégation de la ville-jumelle de Dossenheim. Pascale Mourrut, sa belle-fille, au nom de toute sa famille, et le père Paul Anvesio lui rendent hommage. Suivant sa volonté, le chœur des esclaves hébreux de Nabucco, Va, pensiero, est joué. Il est inhumé dans l'intimité familiale au cimetière du Boucanet.

#### Hommages
Le groupe des anciens députés lui rend hommage sur son site. Le 5 novembre 2014, lors du conseil municipal du Grau-du-Roi, le maire, Robert Crauste, fait respecter une minute de silence à l'assemblée ; lors de la même réunion, Léopold Rosso prononce un discours en son hommage.
Le 23 janvier 2015, une association dénommée « Les Amis d'Étienne Mourrut », ayant notamment pour but de « rappeler, faire connaître et pérenniser [l']action » de Mourrut, est déclarée en préfecture du Gard. Elle est présidée par Jacques Rosier-Dufond, et une trentaine de personnes y adhèrent.
Le 15 août 2015, la course du 15 août dans les arènes du Grau-du-Roi prend le nom de « souvenir Étienne-Mourrut ».
En 2020, ses belle-fille et petite-fille, Pascale et Marie Mourrut, reprennent la mercerie familiale et lui donnent le nom de « Barque d'Étienne » en son souvenir.

## Mandats et fonctions
- 14 mars 1983 - 4 avril 2014 : maire du Grau-du-Roi
  - À ce titre, il est :
    - Président du centre communal d'action sociale (CCAS) du Grau-du-Roi
    - Président de la régie de Port-Camargue
    - Président de la commission de jumelage
    - Président du conseil d'administration de l'EHPAD de la maison de retraite
    - Conseiller communautaire de la communauté de communes Terre de Camargue[95]
- 18 mars 1985 - 22 juillet 2002 : conseiller général du canton d'Aigues-Mortes
- 17 mars 1986 - 22 mars 1992 : conseiller régional du Languedoc-Roussillon
- 19 juin 2002 - 20 juin 2012 : député de la deuxième circonscription du Gard

## Loisirs et passions
Alors jeune maire, il fait équipe avec Jean-Pierre Bas, ancien élu de la municipalité de Jean Bastide à ses côtés et animateur de la Jeune lance graulenne, à l'occasion de tournois de joutes nautiques pendant la fête locale.
Il assiste aux matchs de foot dans lesquels son petit-fils joue. Il est aussi féru de course camarguaise : en 2010, il dit « [suivre] d'assez près les courses ».

## Distinctions
- Médaille d'honneur de vermeil de la Fédération des associations de marins et de marins anciens combattants (FAMMAC)[98]
- Médaille du cinquantenaire de la Fédération nationale des anciens combattants en Algérie, Maroc et Tunisie (FNACA)[99]